# Gila robusta
Gila robusta és una espècie de peix cipriniforme de la família dels ciprínids.

## Morfologia
Els mascles poden assolir els 43 cm de longitud total.

## Distribució geogràfica
Es troba als Estats Units i Mèxic.